# Терстуях Олександр Миколайович
Олекса́ндр Микола́йович Терстуя́х (* 1969) — молодший сержант Збройних сил України, учасник російсько-української війни.

## З життєпису
Народився 1969 року в Мангушському районі. Створив сім'ю; проживав у селиші Мангуш. При проходженні строкової служби навчився стріляти з усіх видів зброї. Працював охоронцем у приватній фірмі.
27 січня 2018-го добровольцем розпочав службу в ЗСУ. Молодший сержант 3-го взводу 1-ї роти 503-го окремого батальйону морської піхоти.
19 червня 2018 року терористи з Водяного обстріляли позиції батальйону. Олександр зазнав важкого поранення — уламки стрільня з протитанкових гранатометів; Олександр опинився під уламками. Коли його витягли з-під завалів, він був притомний. Зазнав осколкових поранень руки, корпусу та ніг. Першими приїхали парамедики «Шпиталь майдану». Двічі зупинялося серце; лікарям довелося ампутувати ноги.
Після тривалого лікування у шпиталі квітнем 2019 року повернувся додому, на залізничному вокзалі Маріуполя його урочисто зустріли з військовим оркестром побратими, рідні, активісти та волонтери. Вчиться пересуватися на протезах.
На повернення Олександра чекали брат Юрій, батько, мама Світлана Тимофіївна, дружина Вікторія, шестеро дітей.

## Нагороди та вшанування
- Указом Президента України № 196/2020 від 12 квітня 2020 року за «особисту мужність і самовіддані дії, виявлені у захист державного суверенітету та територіальної цілісності України» нагороджений орденом «За мужність» III ступеня[1]